# Boy (canção de Anne-Marie)
"Boy" é uma música da cantora e compositora inglesa Anne-Marie. Foi lançada em 23 de outubro de 2015.

## Fundo e lançamento
A canção foi escrtita por Anne-Marie, ao lado de Jonny Lattimer e contou com a produção de Two Inch Punch, que anteriormente já tinha trabalhado com Anne-Marie em "Gemini". No dia 19 de outubro de 2020, Anne-Marie postou o áudio da canção em seu canal oficial no SoundCloud e três dias depois em todas a plataformas de serviços de download digital e streaming.
Lançada no dia 23 de outubro de 2015, “Boy” investiga o complexo mundo do namoro. Liricamente é sobre um menino que Anne-Marie gosta, mas ela tem dúvidas sobre ele, pois acha que ele pode ser gay. Ela questiona o assunto da música perguntando o que ele gosta, porque tudo o que ela tenta pra chamar sua atenção, ele nunca parece replicar suas ações. Ele está a fim dela? Ou ele gosta daquele garoto?

## Promoção
A faixa foi estreada pela primeira vez na BBC Radio 1 no dia 19 de outubro de 2015 por Annie Mac em uma seção chamada "Hottest Record In The World", onde Annie toca uma faixa que ela acredita ser uma música muito boa.

## Vídeo da música
Com direção de Courtney Phillips e London Alley como produção, um videoclipe para a canção foi lançado em 4 de novembro de 2015 em seu canal oficial no YouTube. Falando sobre o vídeo, ela disse: "Trabalhei com Courtney Phillips, que é muito fácil e divertido. Eu queria que o vídeo fosse lúdico e ousado com um toque de travessura, que ele capturou perfeitamente. A música é sobre as incertezas do namoro - você sabe, como quando você não tem certeza se aquela pessoa está a fim de você e é um pouco complexo demais? Sim, é isso!"
A faixa foi a primeira música que fez Anne-Marie ser reconhecida. Em seu canal do YouTube, o SBTV estreou uma versão ao vivo da faixa e prevendo que ela seria 'alguém para assistir' em 2016.